# Lavanda dei piedi (Battistello Caracciolo)
La Lavanda dei piedi è un dipinto olio su tela (400×400 cm) del 1622 di Battistello Caracciolo conservato nel coro della chiesa della certosa di San Martino di Napoli.
È considerato uno dei massimi capolavori del maestro napoletano.

## Storia
Commissionato al Caracciolo nell'aprile 1622 - nell'archivio di Stato di Napoli si conserva il contratto di allogagione - fu collocato nel coro della certosa di San Martino nel settembre dello stesso anno.
L'opera fa parte di un più ampio ciclo pittorico che decora il coro della chiesa della certosa - dedicato al tema del mistero eucaristico - il cui definitivo completamento si prolungò lungo vari decenni. 
Oltre alla tela del Caracciolo, collocata sulla parete sinistra dell'ambiente, compongono questo ciclo la Comunione degli apostoli di Jusepe de Ribera (sulla stessa parete della Lavanda), la Pasqua degli Ebrei di Massimo Stanzione, l'Ultima cena degli eredi di Paolo Veronese (entrambi sulla parete destra) e, sulla parete di fondo, l'Adorazione dei pastori di Guido Reni, collocata sull'altare del coro. La pala d'altare, infine, è sormontata dall'affresco della lunetta, raffigurante la Crocifissione, che si deve a Giovanni Lanfranco.
La grande tela per la certosa di San Martino è la prima importante commissione ottenuta da Battistello Caracciolo al suo ritorno a Napoli dopo una lunga permanenza fuori città in cui probabilmente visitò Roma, lavorò a Genova e soggiornò a Firenze chiamatovi dal granduca Cosimo II de' Medici.
I nuovi stimoli suscitati da questo viaggio si riflettono nella sua Lavanda, capolavoro della maturità artistica del Caracciolo. 

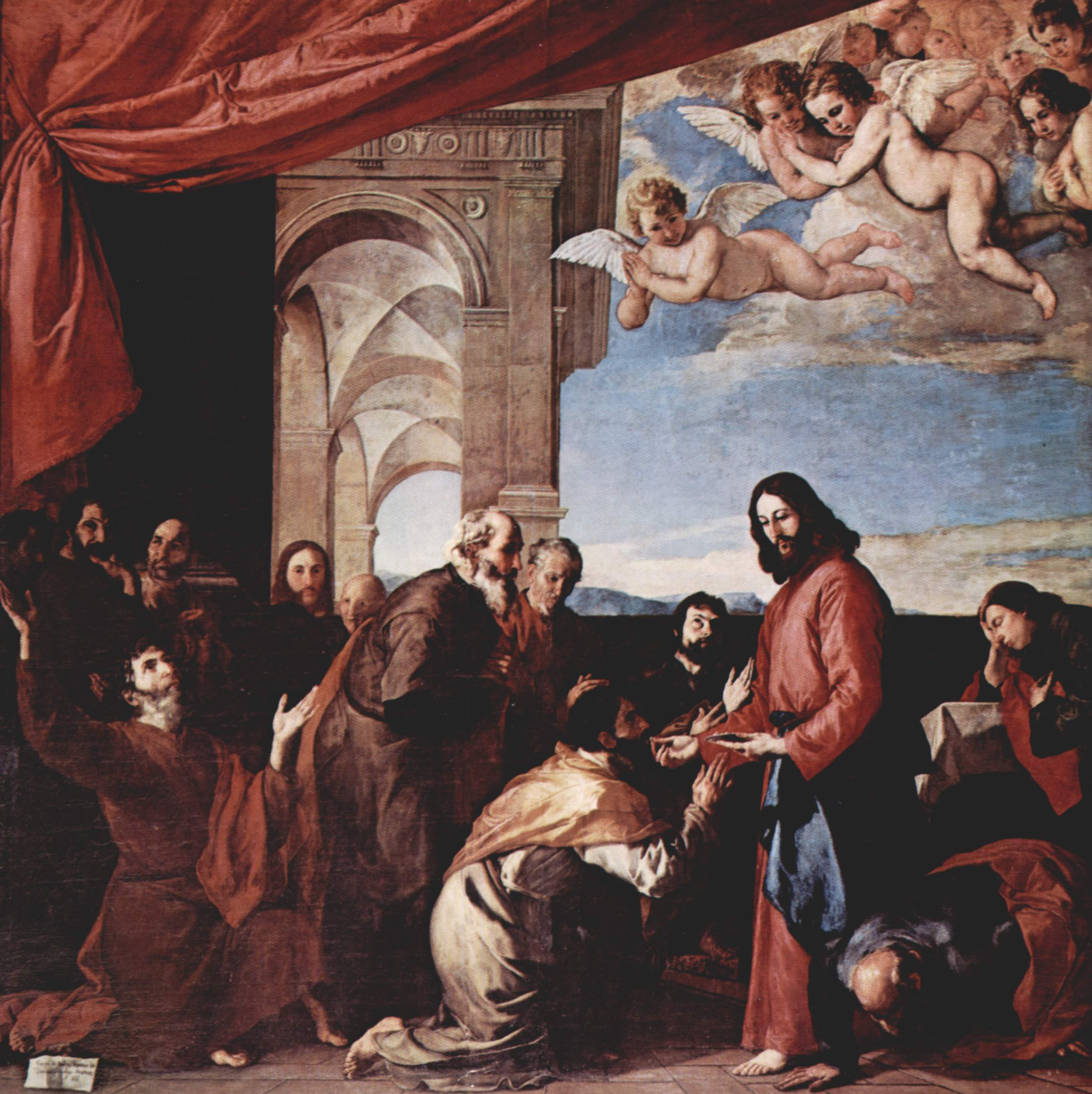
Jusepe de Ribera, Comunione degli apostoli, 1651
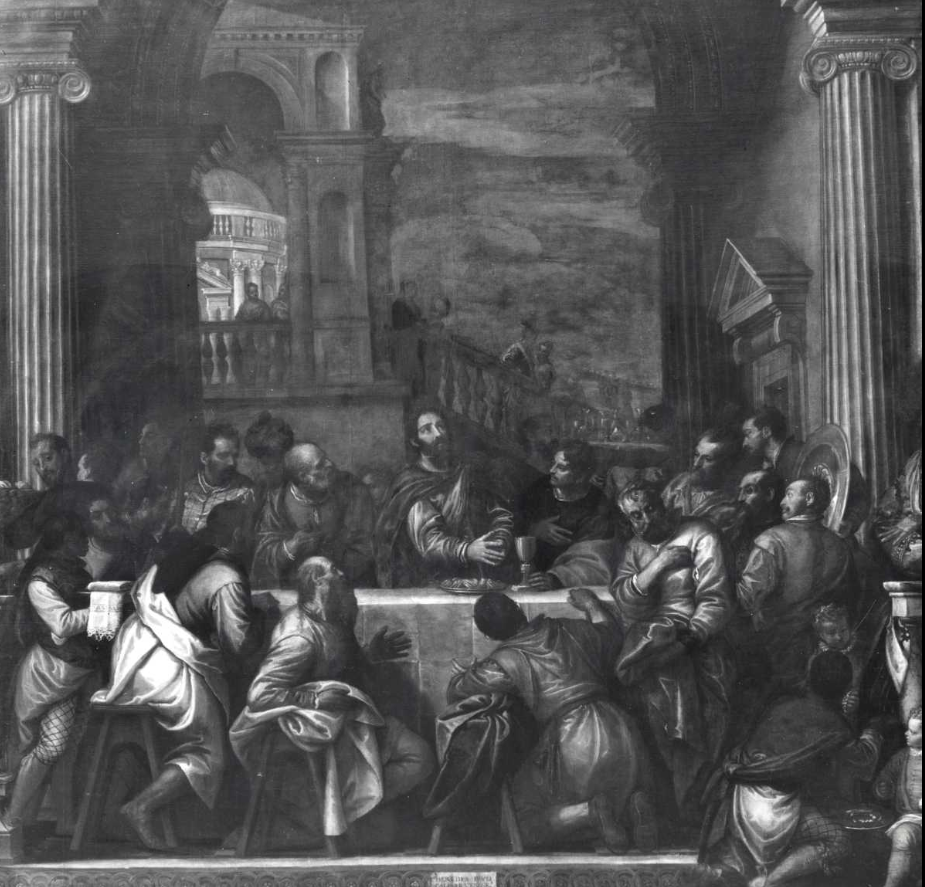
Bottega di Paolo Veronese, Ultima cena, 1589
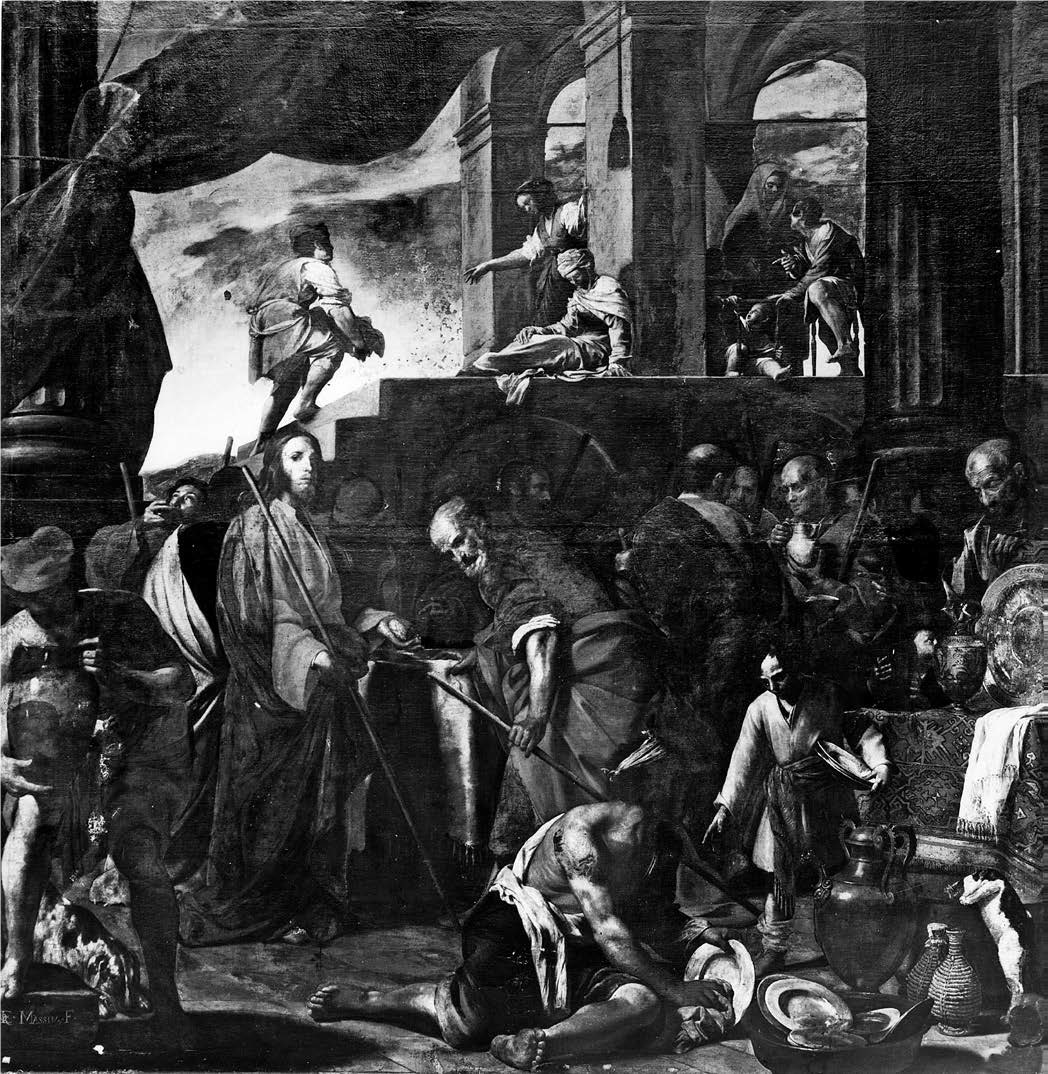
Massimo Stanzione, Pasqua degli Ebrei, 1639
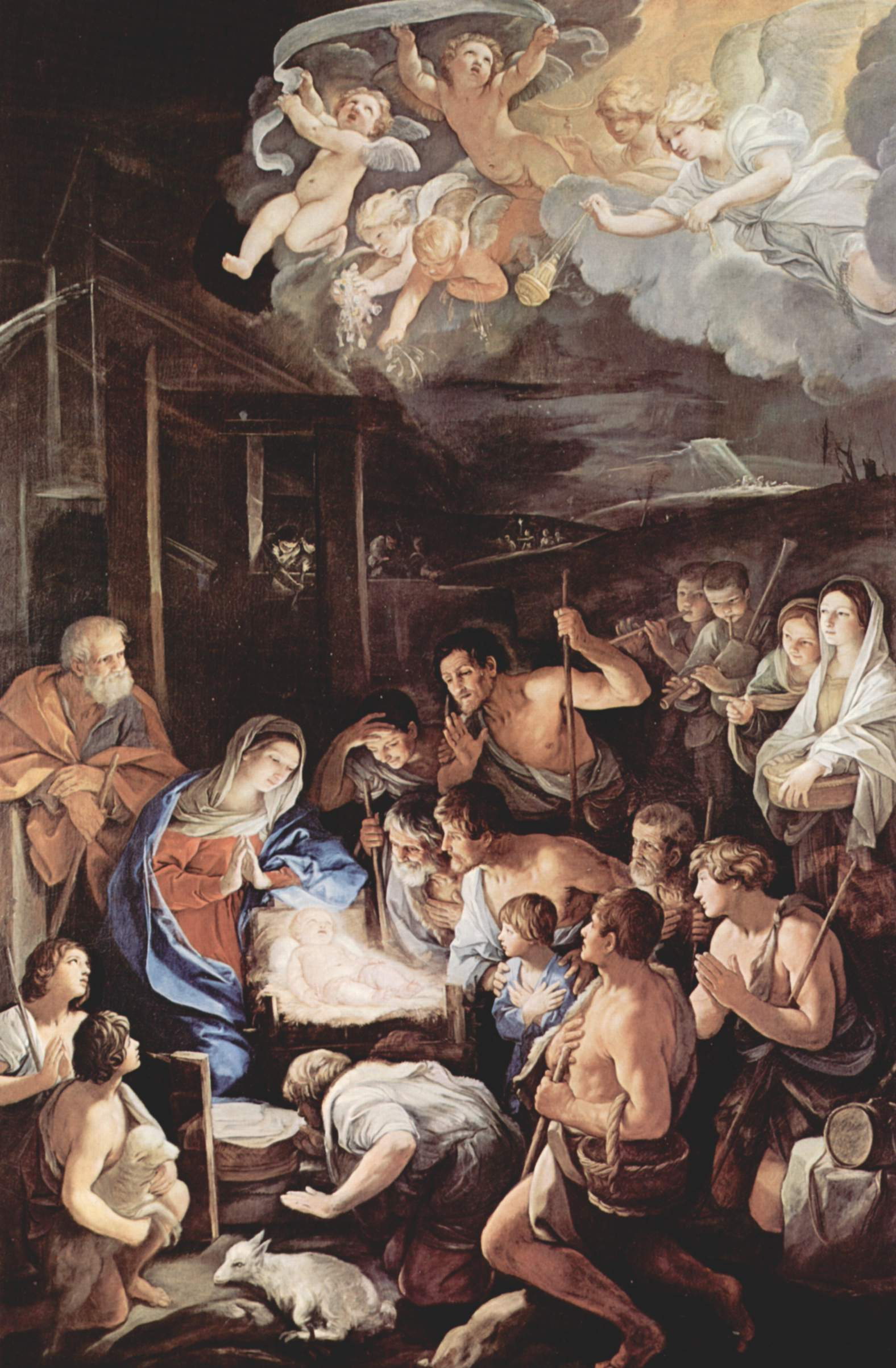
Guido Reni, Adorazione dei pastori, 1642
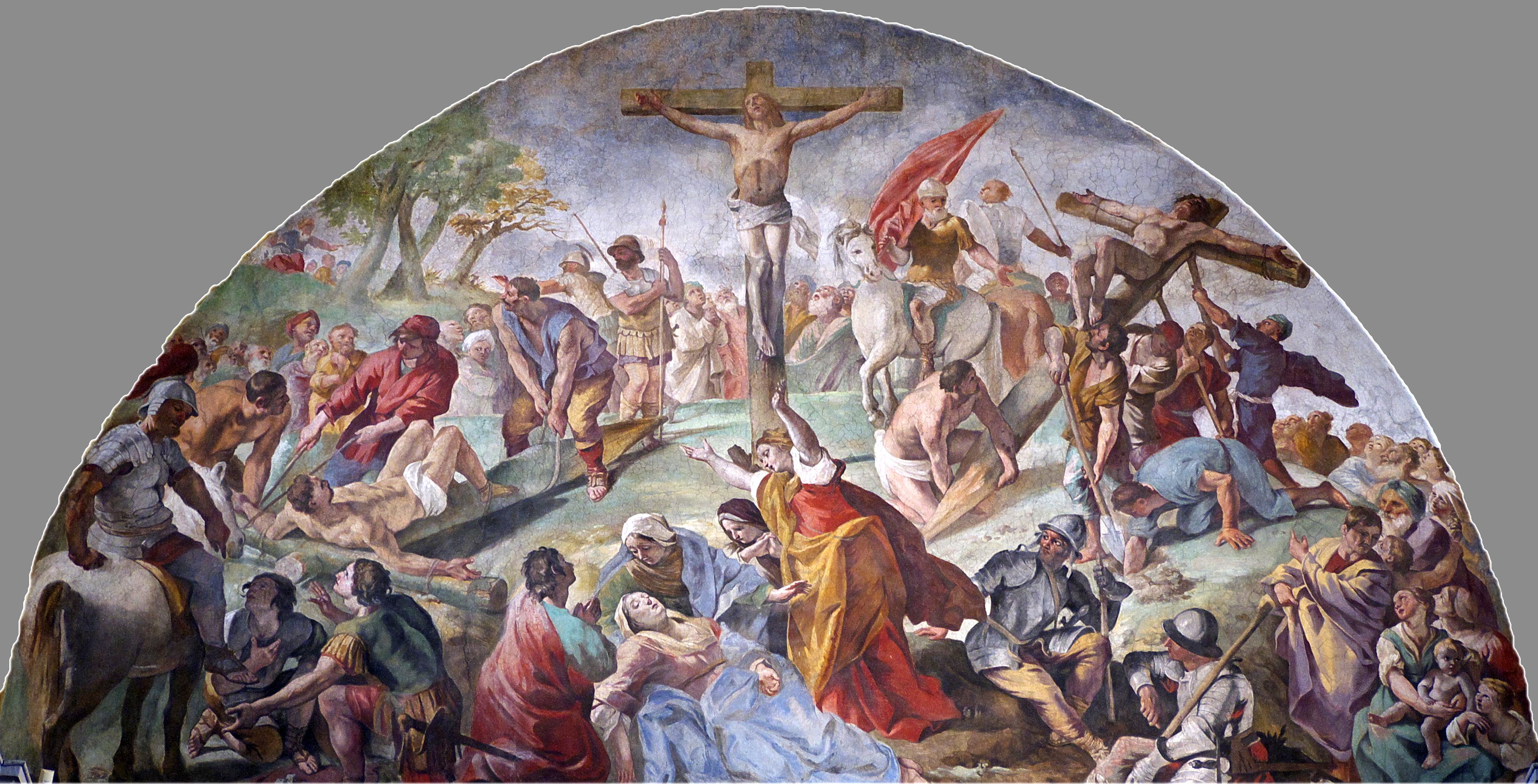
Giovanni Lanfranco, Crocifissione, 1637

## Descrizione e stile
La tela raffigura l'episodio evangelico (Gv 13, 1-15) in cui Gesù, prima della fatidica cena, lava i piedi agli apostoli, atto che simbolizza l'amore di Cristo per gli umili.
Vediamo quindi Gesù in una bellissima veste scarlatta - con un asciugatoio bianco appeso alla cintola - che si inginocchia al cospetto di Pietro. Questi, che non può comprendere il gesto del Signore, tenta umilmente di sottrarvisi non ritenendosene degno. Gli altri apostoli si interrogano stupefatti con sguardi e gesti d'incredulità.
L'ortodosso caravaggismo praticato da Battistello Caracciolo negli anni precedenti è qui oggetto di nuove meditazioni da parte dell'artista, con ogni probabilità dovute agli stimoli ricevuti nel periodo trascorso lontano da Napoli.
La distribuzione orizzontale degli astanti con una disposizione quasi a fregio, le loro solide masse e la loro coerente collocazione in uno spazio architettonicamente connotato, nonché il senso monumentale della composizione, sono per l'appunto indici dell'evoluzione che la Lavanda di San Martino segna per il Caracciolo. Anche le gamme cromatiche delle vesti di Cristo e degli apostoli che emergono nel forte chiaroscuro (questo ancora di impronta caravaggesca) guardano a modelli diversi.
Sul tavolo alle spalle di Gesù, ben illuminato per sottolinearne il valore simbolico, vi è un pane. È un'ovvia allusione al pane eucaristico, elemento che compare anche negli altri teleri delle pareti laterali del coro e in cui si compendia il senso allegorico del ciclo. Allegoria che si risolve sulla parete di fondo, dove il Verbo si fa carne nella pala del Reni e si offre in olocausto per la salvezza dell'umanità nell'affresco del Lanfranco.
Già riconosciuta da Roberto Longhi come opera capitale di Battistello, i successivi studi sul Caracciolo considerano concordemente la Lavanda dei piedi una delle sue prove maggiori e probabilmente il suo capolavoro, nonché uno dei dipinti più notevoli del barocco napoletano.